# Los fundamentos de la libertad
Los fundamentos de la libertad (en inglés, The Constitution of Liberty) es un libro del economista austriaco y ganador del premio Nobel Friedrich A. Hayek. El libro fue primero publicado en 1960 por la University of Chicago Press. Es una interpretación de la civilización hecha posible a través de los principios fundamentales de la libertad, los cuales el autor presenta como prerrequisitos para la riqueza y el crecimiento, y no al contrario.
Como acontecimiento notorio, Los fundamentos de la libertad fue durante una reunión de política del Partido Conservador Británico alzado y golpeado sobre la mesa por Margaret Thatcher, quien, según los informes, interrumpió una presentación para indicar, en referencia al libro, que "Esto es lo que creemos".
Se incluye una posdata titulada "Por qué no soy conservador".

## Recepción
Los fundamentos de la libertad se colocó noveno en la lista de los 100 mejores libros de no ficción del siglo XX recopilados por la revista conservadora quincenal National Review.